# Dinastia Bagratúnio
A dinastia Bagratúnio (em latim: Bagratunius) (em armênio: Բագրատունյաց Արքայական Տոհմ; romaniz.: Bagratunyac Arqayakan Tohm) foi uma dinastia cujos ramos governaram várias regiões, incluindo as terras armênias de Siunique, Lorri, Vaspuracânia, Vananda, Taraunitis, e Taique.

## História Antiga
A família bagrátida emergiu dos nacarares, membros da hereditária nobreza da Armênia. Seus domínios estavam concentrados na região de Sispiritis, no vale do Chorokhi. Entre 288-301, o príncipe Simbácio ocupou os títulos hereditários armênios de aspetes (mestre dos cavalos) e tagadir, do Rei.
De acordo com Cyril Toumanoff, o primeiro príncipe Bagrátida citado em crônicas foi por volta de 314 (Simbácio I). No século VIII, um príncipe Bagrátida tardio (também chamado Simbácio) revoltou-se contra o Califado Abássida. A revolta foi sufocada, mas foi suficiente para conseguir as independências georgiana e armênia.
Certamente, geração por geração, a história da família começou no século VIII. Os bagrátidas tardios também aclamavam-se descendente do Rei Davi da Bíblia. Esta descendência não é confirmada pelos historiadores atuais, mas foi aceita na época e emprestou prestígio à família. Esta pretensão, entretanto, não contava com uma linhagem contínua traçada, que foi feita mais tarde por Simbácio, constando os bagrátidas (Bagratúnio) como descendentes dos Estados Caucasianos.

## Bagrátidas na Armênia

Reinos feudais armênios (Ano 1000)

Os príncipes bagrátidas da Armênia eram conhecidos desde o século I quando eles serviram à dinastia artaxíada. Ao contrário da maioria das famílias nobres da Armênia, eles tinham algumas faixas de terra. Os Mamicônios, grande família armênia, tinham um território unificado. Havia príncipes bagrátidas desde antes do estabelecimento do reino, como mencionado pela União da Nobreza Armênios.
Asócio I foi o primeiro rei Bagrátida, o fundador da Casa Real. Ele foi reconhecido como "príncipe dos príncipes" pela corte de Bagdá em 861, quando provocou uma guerra com os emires árabes locais. Asócio venceu a guerra e foi reconhecido como Rei dos armênios por Bagdá em 885. O reconhecimento por Constantinopla veio em 886. Em um esforço para unificar a nação armênia sob uma única bandeira, os bagrátidas subjugaram outras famílias nobres da Armênia através de conquistas e de frágeis alianças matrimoniais. Eventualmente, algumas famílias nobres como os Arzerúnios e os Siunis quebravam a autoridade central Bagrátida. Asócio III transferiu a capital para a cidade de Ani, atualmente famosa por suas ruínas. Ele se tornou poderoso por conseguir ficar fora da competição entre o Império Bizantino e os árabes.
Ele assumiu a influência persa e o título de "Rei dos reis" na Armênia e na Geórgia. Existem inscrições em algumas igrejas de Ani citando reis armênios como xá de armênios e georgianos. Entretanto, como advento do século X, os bagrátidas racharam em diferentes ramos, quebrando a unidade do reino em um tempo que ela era necessária para fazer frente à pressão bizantina e seljúcida. O reinado do ramo de Ani chegou ao fim em 1045, com a conquista da cidade pelos bizantinos.
O ramo de Cars resistiu até 1064. Entretanto, a mais tardia região armênia perdida pelos bagrátidas foi o Reino de Lorri (Tachir-Joragete) onde os príncipes emitiam suas moedas. Acredita-se que a dinastia da Armênia ciliciana possua um ramo dos bagrátidas, após ter sido entronada como Casa Real do Reino armênio da Cilícia. O fundador, Ruben I, teve um desconhecido relacionamento como o rei exilado Cacício II (Gagik). Talvez ele tenha sido um jovem membro da família. Asócio, governador de Ani, filho de João (filho de Cacício II) foi governador da cidade sobre os xadádidas.